# Feliks Czerski
Feliks Czerski herbu Rawicz (zm. 17 czerwca 1593) – sędzia ziemski krakowski w latach 1576–1593, surogator sędziego ziemskiego krakowskiego w 1575 roku, sekretarz królewski w 1564 roku.

## Życiorys
Poseł województwa krakowskiego na sejm koronacyjny 1576 roku. Poseł księstwa oświęcimsko-zatorskiego na sejm 1578 roku.
Żonaty z Zofią Koniecpolską herbu pobóg, miał troje dzieci: Mikołaja, Elżbietę i Annę. Był właścicielem posiadłości: Górka w powiecie proszowskim, Paczółtowice, Siedlec, Żbik, Dubie i Żary. W 1567 został patronem kościoła św. Idziego, który po 20 latach przekazał krakowskim dominikanom.